# Proboscis violacea
Proboscis violacea är en fjärilsart som beskrevs av Gustav Weymer 1911. Proboscis violacea ingår i släktet Proboscis och familjen praktfjärilar. Inga underarter finns listade i Catalogue of Life.